# Victor Weiss von Starkenfels
Victor Weiss von Starkenfels, též psáno Weiß (1818 Vídeň – 3. prosince 1886 Vídeň), byl rakouský politik německé národnosti, v 2. polovině 19. století poslanec Říšské rady.

## Biografie
Byl synem rakouského státního rady, podle jiného zdroje byl jeho otec policejním ředitelem. Victor studoval filozofii ve Vídni a pak absolvoval Orientální akademii ve Vídni. Nastoupil na rakouský konzulát do Bukurešti. Od roku 1842 byl pomocným tlumočníkem, od roku 1845 legačním komisařem a v roce 1847 se stal legačním tajemníkem na rakouském vyslanectví v Aténách. V letech 1850–1853 zastával post generálního konzula v italském Janově, pak byl rakouským legačním radou v Konstantinopoli. Překládal z orientálních jazyků.
V roce 1862 odešel do penze a zapojil se do politického života. Byl iniciátorem založení Katolického lidového spolku pro Horní Rakousy. Byl zakladatelem tohoto spolku, jehož prvním předsedou se na jeho návrh stal Heinrich Brandis. V roce 1874 z něj ale Weiss vystoupil. V otevřeném dopise veřejnosti pak vysvětlil, že důvodem odchodu jsou neshody s Brandisem a odklon spolku od programových zásad. Hornorakouští poslanci za Stranu práva (mj. děkan Albert Pflügl) ho následně vyzvali ke složení mandátu v Říšské radě.
V roce 1870 kandidoval na poslance Hornorakouského zemského sněmu. Na sněm byl zvolen roku 1871. Byl i poslancem Říšské rady (celostátního parlamentu Předlitavska), kam nastoupil v prvních přímých volbách roku 1873 za kurii venkovských obcí v Horních Rakousích, obvod Schärding, Engelszell, Eferding atd. V roce 1873 se uvádí jako Victor Weiss von Starkenfels, legační rada, bytem Linec. V roce 1873 zastupoval v parlamentu opoziční blok. V roce 1878 zasedal v poslaneckém Hohenwartově klubu (tzv. Strana práva, která byla konzervativně a federalisticky orientována). Patřil mezi hlavní postavy Strany práva a podílel se na jejím programovém vymezování. V roce 1873 napsal studii Die österreichische Rechtspartei a téhož roku i Kleiner politischer Katechismus den österreichischen Rechtspartei. Ve volbách roku 1879 kandidoval, ale nebyl zvolen. Stáhl se pak z aktivní politiky.
Zemřel v prosinci 1886.